# Visuddhimagga

Buddhaghosa con tres copias del Visuddhimagga

El Visuddhimagga (pali; español: El camino a la purificación), es el 'gran tratado' sobre la práctica budista y Theravāda Abhidhamma escrito por Buddhaghosa aproximadamente en el siglo V en Sri Lanka. Es un manual que condensa y sistematiza la comprensión e interpretación del camino budista del siglo V tal como lo mantenían los ancianos del Monasterio Mahavihara en Anuradhapura, Sri Lanka.
Se considera el texto Theravada más importante fuera del canon de escrituras Tipitaka, y se describe como "El núcleo de un método claro y completo para interpretar el Tipitaka".

## Antecedentes

### Estructura
La estructura del Visuddhimagga se basa en el Ratha-vinita Sutta ("Discurso de los Carros en Relé," MN 24), que describe la progresión desde la purificación de la ética hasta el destino final de nibbana en siete pasos. El material del Visuddhimagga también se asemeja mucho al material encontrado en un tratado anterior llamado el Vimuttimagga (c. siglo I o II).

### Reflejando desarrollos posteriores
La doctrina del Visuddhimagga refleja el escolasticismo Theravada del Abhidhamma, que incluye varias innovaciones e interpretaciones no encontradas en los discursos más antiguos (suttas) del Buda. El Visuddhimagga de Buddhaghosa incluye instrucciones no canónicas sobre la meditación theravada, tales como "formas de proteger la imagen mental (nimitta)", que apuntan a desarrollos posteriores de la meditación Theravada.

### MeditaciónKasina
El Visuddhimagga incluye diez tipos de meditación kasina, que son formas de meditación basadas en la concentración de la mente en un único objeto. Estos objetos varían desde colores hasta elementos de la naturaleza u otros objetos mentales. Según Thanissaro Bhikkhu, "el texto intenta ajustar todos los demás métodos de meditación al molde de la práctica de kasina, de modo que también den lugar a signos secundarios, pero incluso por su propia admisión, la meditación en la respiración no encaja bien en este molde." En su énfasis en la meditación kasina, el Visuddhimagga se aparta del Canon Pali, en el que el dhyana es la práctica meditativa central, indicando que lo que "jhana significa en los comentarios es algo bastante diferente de lo que significa en el Canon".

### Influencias no Theravada
Kalupahana señala que el Visuddhimagga contiene "algunas especulaciones metafísicas, como las de los Sarvastivadins, los Sautrantikas e incluso los Yogacarins". Kalupahana comenta:

Buddhaghosa fue cuidadoso al introducir cualquier nueva idea en la tradición del Mahavihara de una manera que fuera demasiado obvia. No parece haber duda de que el Visuddhimagga y los comentarios son un testimonio de las habilidades de un gran armonizador que mezcló ideas antiguas y nuevas sin despertar sospechas en las mentes de aquellos que estaban escrutando su trabajo.

## Contenido

### Resumen
El Visuddhimagga se compone de tres secciones, que discuten: Sīla (ética o disciplina); Samādhi (concentración meditativa); Pañña (comprensión o sabiduría).
- La primera sección (parte 1) explica las reglas de disciplina y el método para encontrar el templo correcto para practicar meditación, y también sobre cómo reconocer a un buen maestro.
- La segunda sección (parte 2) describe la práctica de samatha, objeto por objeto (ver Kammatthana para la lista de los cuarenta objetos tradicionales). Menciona diferentes etapas de concentración.
- La tercera sección (parte 3-7) es una descripción de los cinco skandhas (agregados), ayatanas, las Cuatro Nobles Verdades, la originación dependiente (Pratitya-samutpada), y la práctica de vipassana a través del desarrollo de la sabiduría. Enfatiza las diferentes formas de conocimiento que surgen debido a la práctica. Esta sección evidencia un esfuerzo analítico exhaustivo y riguroso, característico de la filosofía budista.

### Siete Etapas de Purificación
Esta comparación entre la práctica y "siete carros en relevo" apunta a la meta. Cada pureza es necesaria para alcanzar la siguiente. A menudo se les conoce como las "Siete Etapas de Purificación" (satta-visuddhi):
1. Purificación de la conducta (sīla-visuddhi)
2. Purificación de la mente (citta-visuddhi)
3. Purificación de la visión (ditthi-visuddhi)
4. Purificación para superar las dudas (kankha-vitarana-visuddhi)
5. Purificación por el conocimiento y visión de lo que es el camino y lo que no es el camino (maggamagga-ñanadassana-visuddhi)
6. Purificación por el conocimiento y visión del curso de la práctica (patipada-ñanadassana-visuddhi)
  1. Conocimiento de la contemplación del surgimiento y la caída (udayabbayanupassana-nana)
  2. Conocimiento de la contemplación de la disolución (bhanganupassana-nana)
  3. Conocimiento de la apariencia como terror (bhayatupatthana-nana)
  4. Conocimiento de la contemplación del peligro (adinavanupassana-nana)
  5. Conocimiento de la contemplación del desapego (nibbidanupassana-nana)
  6. Conocimiento del deseo de liberación (muncitukamyata-nana)
  7. Conocimiento de la contemplación de la reflexión (patisankhanupassana-nana)
  8. Conocimiento de la ecuanimidad sobre las formaciones mentales (sankharupekka-nana)
  9. Conocimiento de conformidad (anuloma-nana)
7. Purificación por Conocimiento y Visión (ñanadassana-visuddhi)
  1. Cambio de linaje
  2. El primer camino y fruto
  3. El segundo camino y fruto
  4. El tercer camino y fruto
  5. El cuarto camino y fruto

La "Purificación por Conocimiento y Visión" es la culminación de la práctica, en cuatro etapas que conducen a la liberación y al Nirvana.

### Siddhis
Según los estudiosos, el Visuddhimagga es uno de los textos extremadamente raros dentro de la vasta literatura de diversas formas de Jainismo, Budismo e Hinduismo que da detalles explícitos sobre cómo se pensaba que los maestros espirituales manifestaban en realidad habilidades sobrenaturales. Habilidades como volar por el aire, caminar a través de obstrucciones sólidas, sumergirse en el suelo, caminar sobre el agua, y así sucesivamente. Se pensaba que se realizan cambiando un elemento, como la tierra, en otro elemento, como el aire. El individuo debe dominar la meditación kasina antes de que esto sea posible. Se decía que Dipa Ma, quien se entrenó a través del Visuddhimagga, demostraba estas habilidades.

## Influencia

### Theravada
El Visuddhimagga se considera el texto más importante de la tradición theravada fuera del canon de las escrituras Tipitaka, junto con el Milindapañha.
Según Thanissaro Bhikkhu, "el Visuddhimagga utiliza un paradigma de concentración muy diferente del que se encuentra en el Canon." Bhante Henepola Gunaratana también señala que lo que "los suttas dicen no es lo mismo que lo que dice el Visuddhimagga [...] son en realidad diferentes," lo que lleva a una divergencia entre una comprensión [tradicional] académica y una comprensión práctica basada en la experiencia meditativa. Gunaratana también señala que Buddhaghosa inventó varios términos clave de meditación que no se encuentran en los suttas, como "parikamma samadhi (concentración preparatoria), upacara samadhi (concentración de acceso), appanasamadhi (concentración de absorción)." Gunaratana también señala que el énfasis de Buddhaghosa en la meditación kasina no se encuentra en los suttas, donde el dhyana siempre se combina con la atención plena.
Bhikkhu Sujato ha argumentado que ciertos puntos de vista sobre la meditación budista expuestos en el Visuddhimagga son una "distorsión de los Suttas" ya que niega la necesidad de jhana. El monje australiano Shravasti Dhammika también es crítico con la práctica contemporánea basada en esta obra. Concluye que Buddhaghosa no creía que seguir la práctica establecida en el Visuddhimagga realmente lo llevaría al Nirvana, basándose en el epílogo del Visuddhimagga:

Incluso Buddhaghosa no creía realmente que la práctica Theravada pudiera conducir al Nirvana. Su Visuddhimagga se supone que es una guía detallada, paso a paso, hacia la iluminación. Y, sin embargo, en el epílogo [...] dice que espera que el mérito que ha ganado escribiendo el Visuddhimagga le permita renacer en el cielo, permanecer allí hasta que aparezca Metteyya (Maitreya), escuchar su enseñanza y luego alcanzar la iluminación.

Sin embargo, según el erudito birmano Venerable Pandita, el epílogo del Visuddhimagga no es de Buddhaghosa.

## Ediciones

### Ediciones impresas en Pali
- Caroline A. F. Rhys Davids, Visuddhimagga Pali Text Society, Londres, 1920 y 1921. (Alfabeto latino)
- Warren, H. C. & Kosambi, D. D. Visuddhimagga de Buddhaghosâcariya, Harvard Oriental Series, Vol. 41, 1950.[27][28][29](Alfabeto latino)
- Edición de Hewavitarne Bequest, Colombo, Sri Lanka (Alfabeto cingalés)

### Sudeste Asiático
Cingalés
- Sinhala Visuddhimargaya, Pandita Matara Sri Dharmavamsa Sthavira, Matara, Sri Lanka, 1953 (Cingalés)

Birmano
- Edición de Hanthawaddy Press, Rangún, Myanmar (Alfabeto birmano)

Tailandés
- Edición Real Siamesa, Bangkok, Tailandia (Alfabeto tailandés)
- คัมภีร์วิสุทธิมรรค (Khamphi Wisutthimak),  Somdej Phra Buddhacarya (Ard Asabhamahathera), sexta edición. Bangkok: Universidad Mahachulalongkornrajvidyalaya, B.E. 2548 (2005). ISBN 974-91641-5-6

### Traducciones al inglés
- The Path of Purity, Pe Maung (trad.), Pali Text Society, Londres, 3 vols., 1922–31 Parte 1: De la Virtud Archivado el 9 de julio de 2021 en Wayback Machine., Parte 2: De la Concentración (enlace roto disponible en Internet Archive; véase el historial, la primera versión y la última). y Parte 3: De la Comprensión Archivado el 9 de julio de 2021 en Wayback Machine.
- Bhikkhu Nyanamoli (trad.), The Path of Purification, Visuddhimagga, Buddhist Publication Society, Kandy 2011, ISBN 955-24-0023-6.
  - Esta traducción está disponible en varios formatos digitales (PDF, HTML, ePub) en https://eudoxos.github.io/vism
- Buddhist Meditation, Edward Conze (trad.), NB: Traducción parcial, 2002, ISBN 81-215-0781-2

### Otras traducciones europeas
- Der Weg zur Reinheit, Nyanatiloka & Verlag Christiani (trad.), Konstanz, 1952 (Alemán)
- Le chemin de la pureté, Christian Maës, Fayard 2002 (Francés), ISBN 978-2213607658